# Nižnekamskij rajon
Il Nižnekamskij rajon (in russo Нижнекамский район?, in tataro: Түбән Кама районы) è un municipal'nyj rajon della Repubblica Autonoma del Tatarstan, in Russia. Istituito il 12 gennaio 1965, occupa una superficie di 1 672,5 chilometri quadrati, conta 277 544 abitanti ed è suddiviso in una città, un insediamento di tipo urbano e 15 comuni rurali. Il centro amministrativo è la città di Nižnekamsk. 
Il distretto si trova sulla riva sinistra del fiume Kama. Altri grandi fiumi della regione sono: Šešma, Zaj e Kičuj.